# Vámospércs
Vámospércs es una ciudad en el condado de Hajdú-Bihar, en la región de la Gran Llanura del Norte del este de Hungría.

## Geografía
Tiene una superficie de 58,16 kilómetros cuadrados y tiene una población de 5 101 personas (2024).

## Relaciones internacionales

### Ciudades hermanadas
Vámospércs está hermanada con:
- Valea lui Mihai, Rumanía
- Koronowo, Polonia
- Nușfalău, Rumanía